# Francisco Machado Campos
Francisco Machado de Campos (Limeira, 1879 - São Paulo, 11 de noviembre de 1957) fue un ingeniero civil y político brasileño. Fue concejal y alcalde de la ciudad de São Paulo entre el 26 de julio y el 13 de noviembre de 1931.
Hijo de Antônio Machado de Campos y Ana Cândida da Silva, fue descendiente de una familia terrateniente y relacionada la campaña republicana en São Paulo. Se graduó de ingeniero civil en 1904 por la Escuela Politécnica de São Paulo y trabajó como ingeniero en la Companhia Mojiana de Estradas de Ferro. Fue también ingeniero de la Comisión de Obras Nuevas de Abastecimiento de Agua de la capital paulista antes de dedicarse al comercio de maquinarias y materiales eléctricos en las zonas noroeste y de Alta Sorocabana del estado de São Paulo.
Fue presidente de la Associação Comercial de São Paulo y fue elegido concejal de la Cámara Municipal de la capital paulista entre 1923 y 1925. En 1926 asumió la dirección de la Companhia Paulista de Força e Luz. Fue presidente de la Companhia Elétrica Caiuá en 1929, luego de la Revolución de 1930, en 1931, durante la gestión de Laudo de Camargo (25/7 a 13/11/1931) como interventor, ocupó la alcaldía de la ciudad.
Fue secretario municipal de Carreteras y Obras Públicas entre agosto de 1933 y abril de 1935 durante la gestión de Armando de Sales Oliveira y ese mismo año asumió la presidencia de Viação Aérea São Paulo (VASP). Nuevamente elegido concejal, presidió la Cámara Municipal entre 1936 y 1937.
Casado con Hermantina Camargo Machado de Campos, tuvo cuatro hijos. Falleció en Sao Paulo el 11 de noviembre de 1957.